# Les Lacs du Connemara
Les Lacs du Connemara (sv. Connemaras sjöar) är den franska chansonartisten Michel Sardous nionde studioalbum som gavs ut på skivbolaget Tréma 1981. Det är även namnet på albumets första låt. Albumet skulle först ha hetat Michel Sardou, men döptes efter titelspåret. Titelspåret nådde plats nio på Nederlandse Top 40 - Sardous enda singel under topp tio.
Låten handlar om den irländska regionen Connemara, från vilken Sardou hämtat inspiration till många texter: dess vilda och karga natur, referenser till den keltiska kulturen och namn som Oliver Cromwell, Tipperary, Galway samt typiska irländska familjenamn som Sean, Maureen O'Connell och Flaherty.
Låten har för chansongenren ett ganska ovanligt arrangemang. Den är av exceptionell längd med sina sex minuter, och de två sista minuterna består av ett instrumentalt stycke av något bombastisk sort. Den instrumentala delen spelades av London Symphony Orchestra och dess kör. För arrangemanget stod Eric Bouad och Roger Loubet.

## Låtlista
| Nr           | Titel                    | Kompositör                                                                      | Längd |
| ------------ | ------------------------ | ------------------------------------------------------------------------------- | ----- |
| 1.           | Les Lacs du Connemara    | Michel Sardou - Pierre Delanoë / Jacques Revaux                                 | 6:04  |
| 2.           | L'Autre Femme            | Pierre Delanoë / Jacques Revaux - Michel Sardou                                 | 2:53  |
| 3.           | Le Mauvais Homme         | Michel Sardou - Jean-Loup Dabadie / Jacques Revaux - Pierre Billon              | 4:47  |
| 4.           | Préservation             | Michel Sardou - Pierre Delanoë / Jacques Revaux                                 | 4:05  |
| 5.           | Les mamans qui s'en vont | Michel Sardou - Jean-Loup Dabadie / Jacques Revaux                              | 3:35  |
| 6.           | Musica                   | Michel Sardou - Pierre Delanoë / Toto Cutugno                                   | 4:07  |
| 7.           | Être une femme           | Michel Sardou - Pierre Delanoë / Michel Sardou - Jacques Revaux - Pierre Billon | 4:15  |
| 8.           | Je viens du sud          | Michel Sardou - Pierre Delanoë / Jacques Revaux                                 | 4:03  |
| 9.           | Les Noces de mon père    | Michel Sardou                                                                   | 2:06  |
| Total längd: | Total längd:             | Total längd:                                                                    | 35    |